# Hellish Crossfire (Band)
Hellish Crossfire ist eine bayerische Death- und Thrash-Metal-Band aus Nürnberg, die im Jahr 2002 gegründet wurde.

## Geschichte
Die Band wurde Anfang 2002 von Schlagzeuger Thomas „Iron Tyrant“ Werner, Bassist Sick, Gitarrist Christian „Iron Incubus“ Wachter und Sänger „The Bone“ Heinrich gegründet. Zusammen arbeiteten sie an den ersten Stücken. Währenddessen verließ Sänger Heinrich im Herbst 2002 die Band und wurde im Februar 2003 durch „Traumatic“ Patrick Kremer (ex-Witchburner) ersetzt. Kremer verließ jedoch nach einigen Monaten wieder die Band, um sich Witchburner zu widmen, sodass Werner vom Schlagzeuger zum Posten des Sängers wechselte und Patrick „Evil Possessor“ Tauch als neuer Schlagzeuger zur Band kam. In dieser Besetzung nahm die Gruppe im Winter 2003 das erste Demo Unholy Tyranny auf.
Im Januar 2005 begab sich die Band in das Rape of Harmonies Studio, um ihr Debütalbum Slaves of the Burning Pentagram aufzunehmen. Nach einigen Verzögerungen, erreichte die Band einen Vertrag bei I Hate Records und veröffentlichte das Album im Jahr 2006. Im Jahr 2008 erschien über Proselytism Records eine Split-Veröffentlichung, auf der auch Violent Attack aus Paraguay zu hören war. Von Hellish Crossfire waren Lieder des ersten Demos Unholy Tyranny darauf sowie ein paar neue Lieder zu hören.
Im April 2009 begab sich die Band wieder in das Rape of Harmonies Studio, um das Album Bloodrust Scythe aufzunehmen, das im Jahr 2010 veröffentlicht wurde.

## Stil
Die Band spielt eine Mischung aus Thrash- und Death-Metal, wobei vor allem der Gesang dem Death Metal stark angelehnt ist. Die Musik wird mit den Werken von anderen Bands wie Possessed, frühe Massacre, Death, Pestilence und frühen Alben von Kreator und Onslaught verglichen.

## Diskografie
- 2004: Unholy Tyranny (Demo, Eigenveröffentlichung)
- 2005: Slaves of the Burning Pentagram (Demo, Eigenveröffentlichung)
- 2006: Slaves of the Burning Pentagram (Album, I Hate Records)
- 2008: Violent Attack / Hellish Crossfire (Split mit Violent Attack, Proselytism Records)
- 2010: Bloodrust Scythe (Album, I Hate Records)